# ヘンリー・ファン・リースハウト
ヘンリー・ファン・リースハウト（Henry van Lieshout、1932年5月19日 - 2009年12月24日）は、パプアニューギニアのカトリック・ラエ司教区の司教。オランダのリンブルフ州フェンロー出身。
1966年11月15日から新しく設置されたカトリック・ラエ司教区の司教にパウロ6世より任ぜられ、2007年1月15日まで務めた。2009年1月1日、モロベ州ラエにて死亡。77歳。